# Durie Hill Elevator

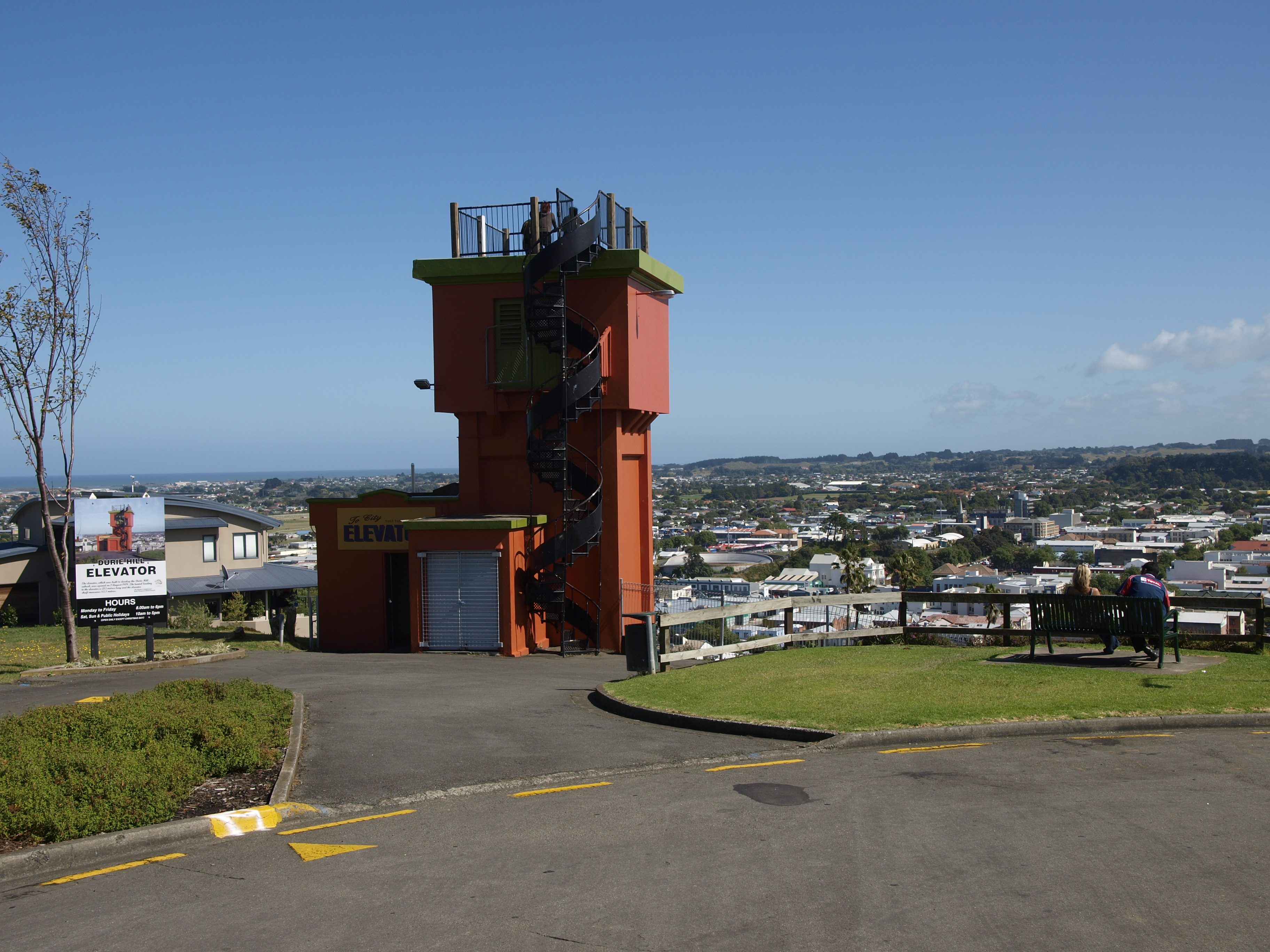
Aufzugsturm auf dem Hügel
von Durie Hill

Der Durie Hill Elevator ist ein öffentlicher Aufzug in Wanganui auf der Nordinsel Neuseelands. Er verbindet die Anzac Parade mit der auf dem Durie Hill gelegenen Blyth Street.
Das Bauwerk einschließlich des Zugangstunnels wurde vom NZHPT am 28. Juni 1984 unter Nummer 164 als Historic Place der Kategorie 1 registriert.
Als der Durie Hill 1910 Teil des Borough Wanganui wurde, wurde es erforderlich, eine Verkehrsverbindung vom Ort zu der auf dem Hügel gelegenen Siedlung zu errichten. Nachdem man Vorschläge zum Bau einer Seilbahn aus Kostengründen verworfen hatte, beschloss man einen Aufzug samt Zugangstunnel zu errichten. Der Entwurf des Bauwerkes stammt von J. Ball und E. Crow. Da die Gemeinde nicht bereit war, das finanzielle Risiko selbst zu tragen, wurde zum Bau ein Privatunternehmen, die Durie Town Elevator Co. unter Leitung von A. E. Wilson und W. J. Polson, gegründet. 
Die Auftragnehmer Maxwell und Mann begannen 1916 mit dem Bau. Es wurden ein 205 Meter langer, 3 Meter hoher und 2,7 Meter breiter Zugangstunnel und ein 66 m tiefer Aufzugsschacht gegraben und beide mit Stahlbeton ausgekleidet. Über dem Schacht wurde ein 9,7 Meter hoher Aufzugsturm mit Flachdach errichtet. Der Aufzug wurde am 2. August 1919 durch Polsons Frau eröffnet.
Die Stromversorgung erfolgte anfangs aus dem Stromnetz der Straßenbahn mit 500 Volt Gleichstrom, nach Einstellung des Bahnbetriebes wurde ein Gleichrichter zum Betrieb am Wechselstromnetz beschafft.
Die Fahrpreise waren von der Gemeinde auf maximal 4 d für die Fahrt auf den Hügel und 2 d für die Rückfahrt, für Kinder je 1 d weniger, festgesetzt. Anfangs betrug der Fahrpreis für sechs Hin- und Rückfahrten einen Schilling. Seit 1. Juni 1942 wird der Aufzug vom Wanganui City Council betrieben.
Der Aufzug erlaubte den Bau der vom Architekten Samuel Hurst Seager geplanten Vorstadt Durie Hill Garden Suburb im Jahre 1920, der ersten modernen Vorstadt Neuseelands. Er wird noch heute von den Bewohnern des Durie Hill, aber auch von Besuchern, die vom Hügel aus einen guten Ausblick auf Wanganui und Umland haben, genutzt.

Durie Hill Tunnel und Lift
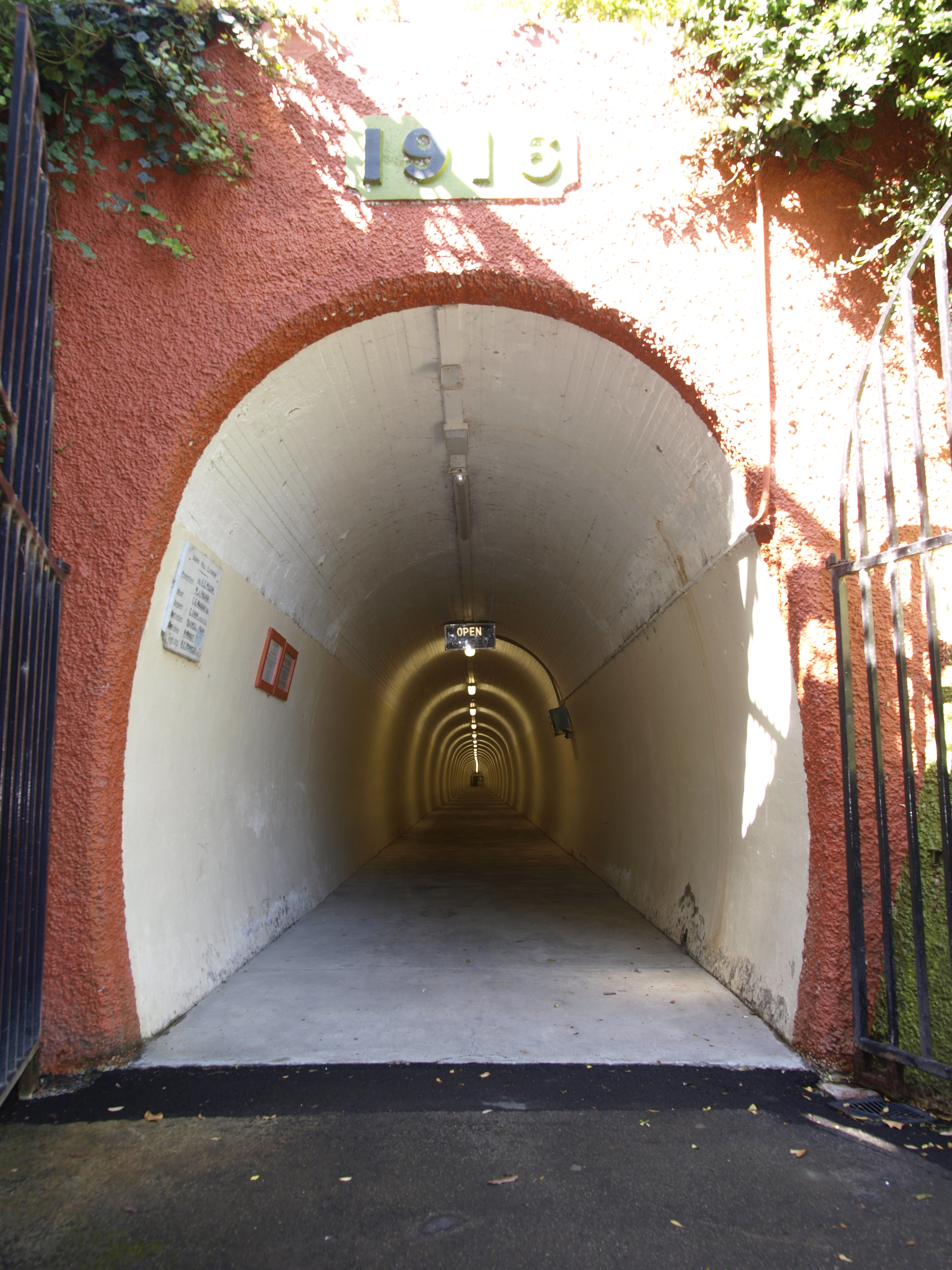
Der Eingang zum Tunnel der zum Lift führt
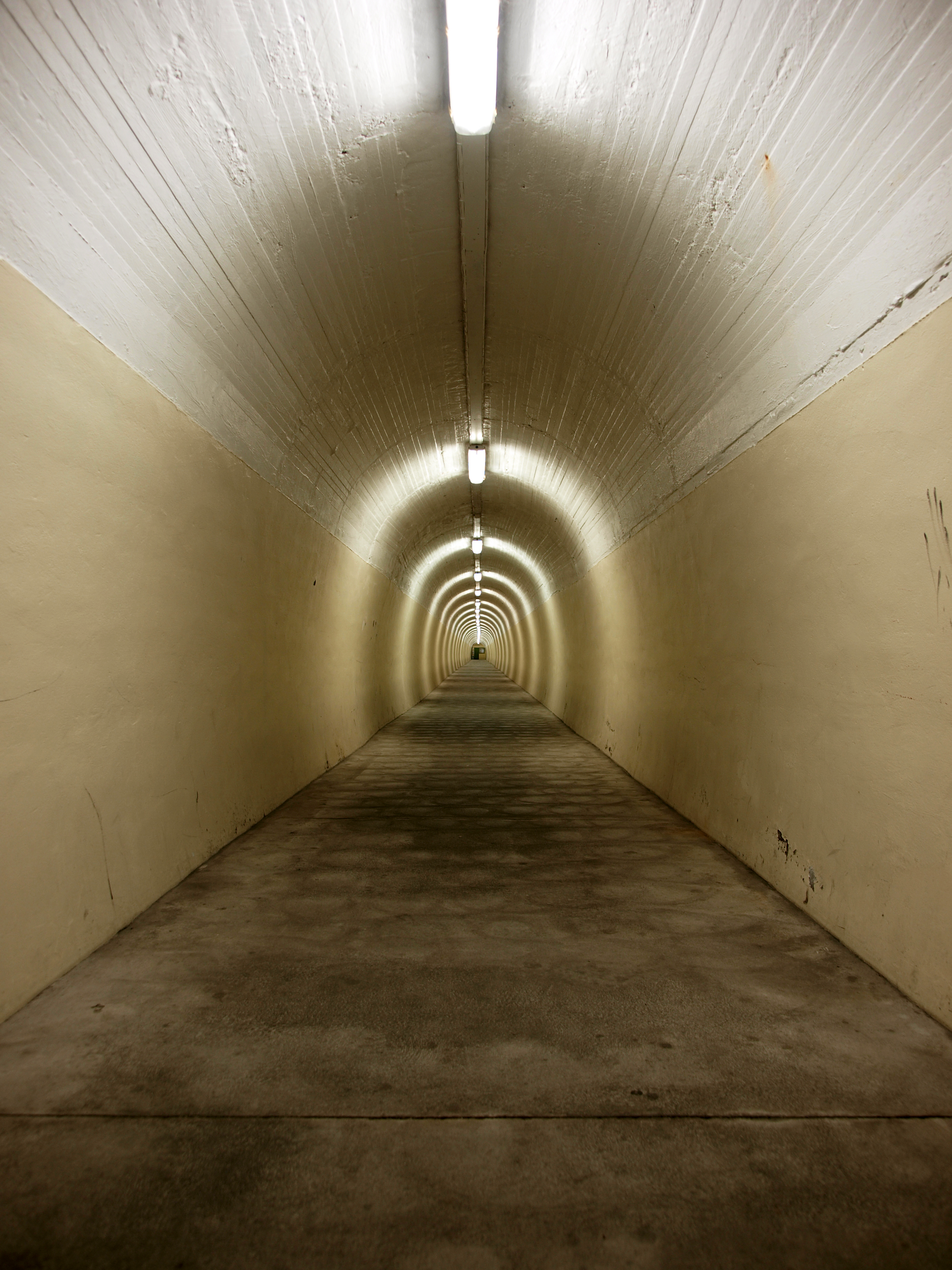
Eindruck im Tunnel
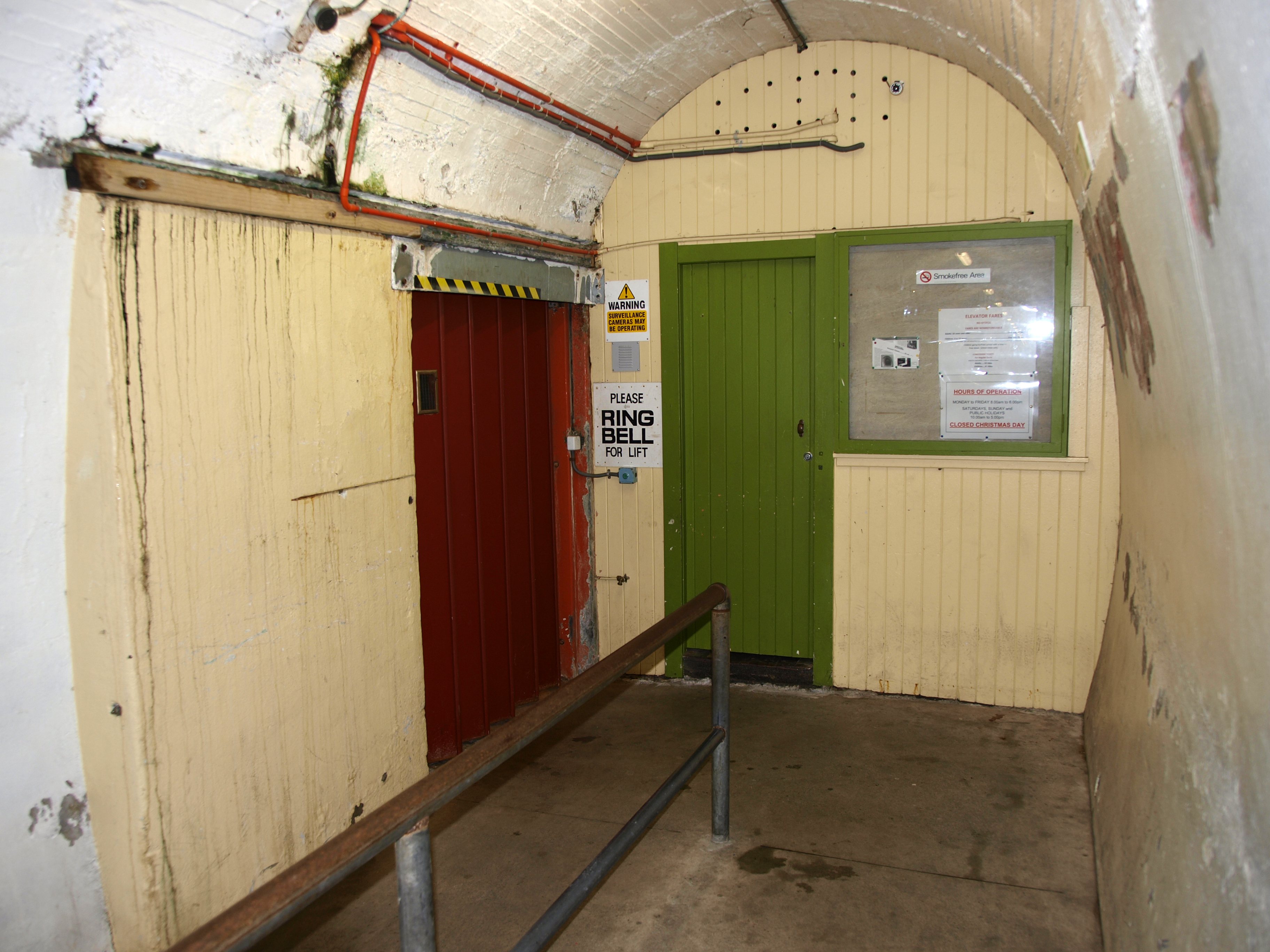
Der Eingang zum Lift am Ende des Tunnels
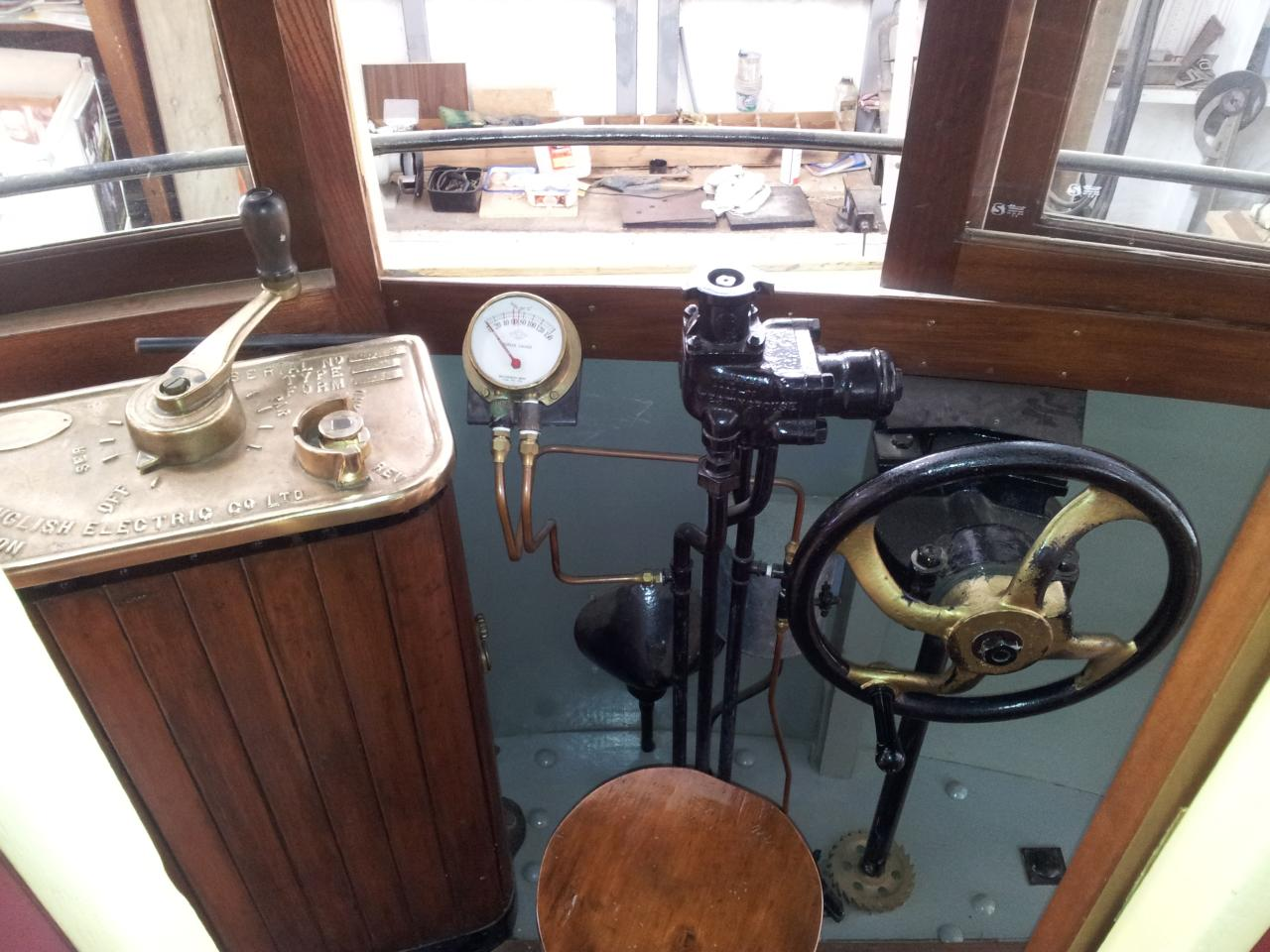
Der Steuerraum des Liftes

Rund 250 m weiter östlich befindet sich als weitere Sehenswürdigkeit der Durie Hill Memorial Tower, ein knapp 32 m hoher Aussichtsturm, zum Gedenken an die Gefallenen des Ersten Weltkriegs der Stadt und des Distrikts.